# Schloss Les Milandes

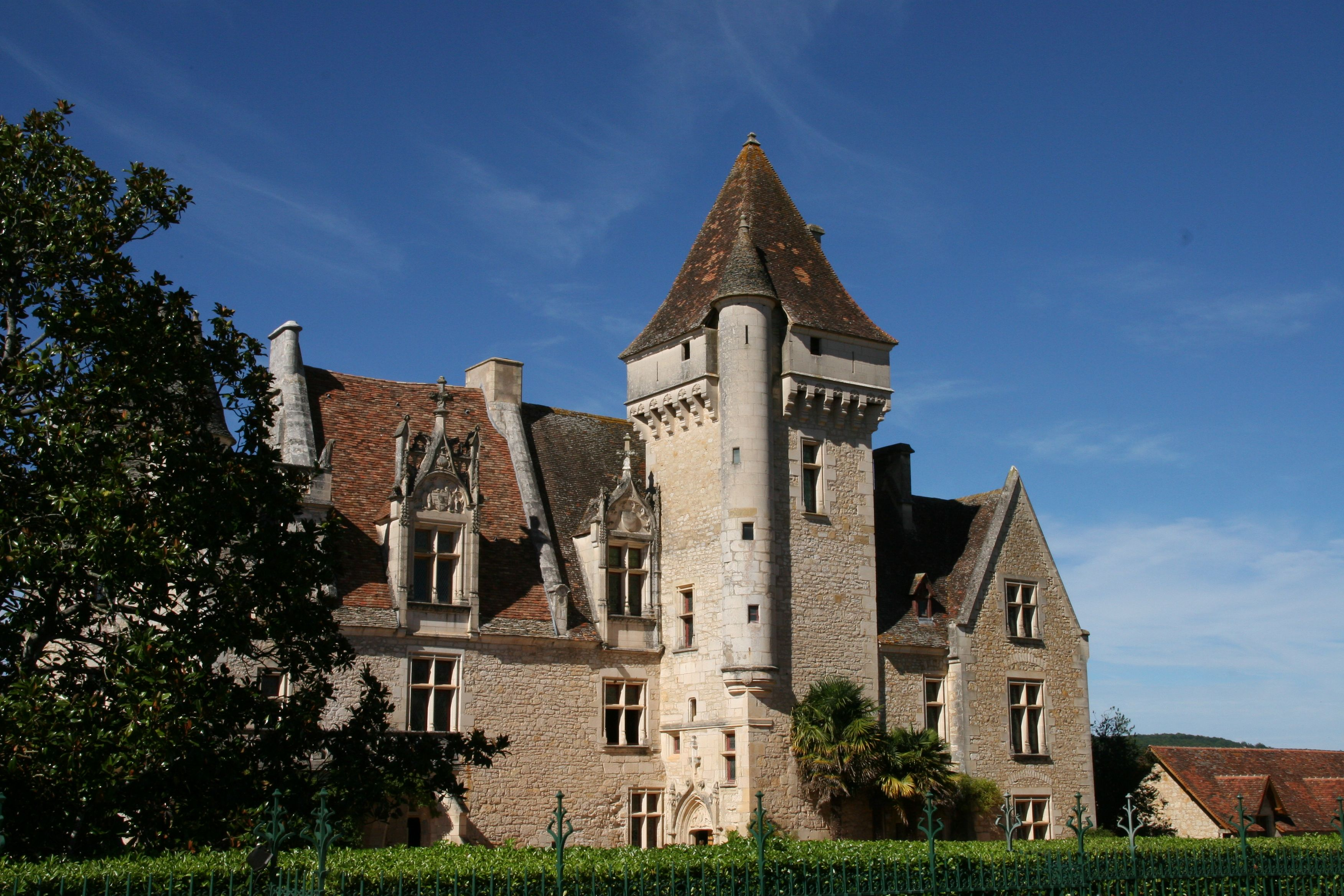
Schloss Les Milandes (2010)

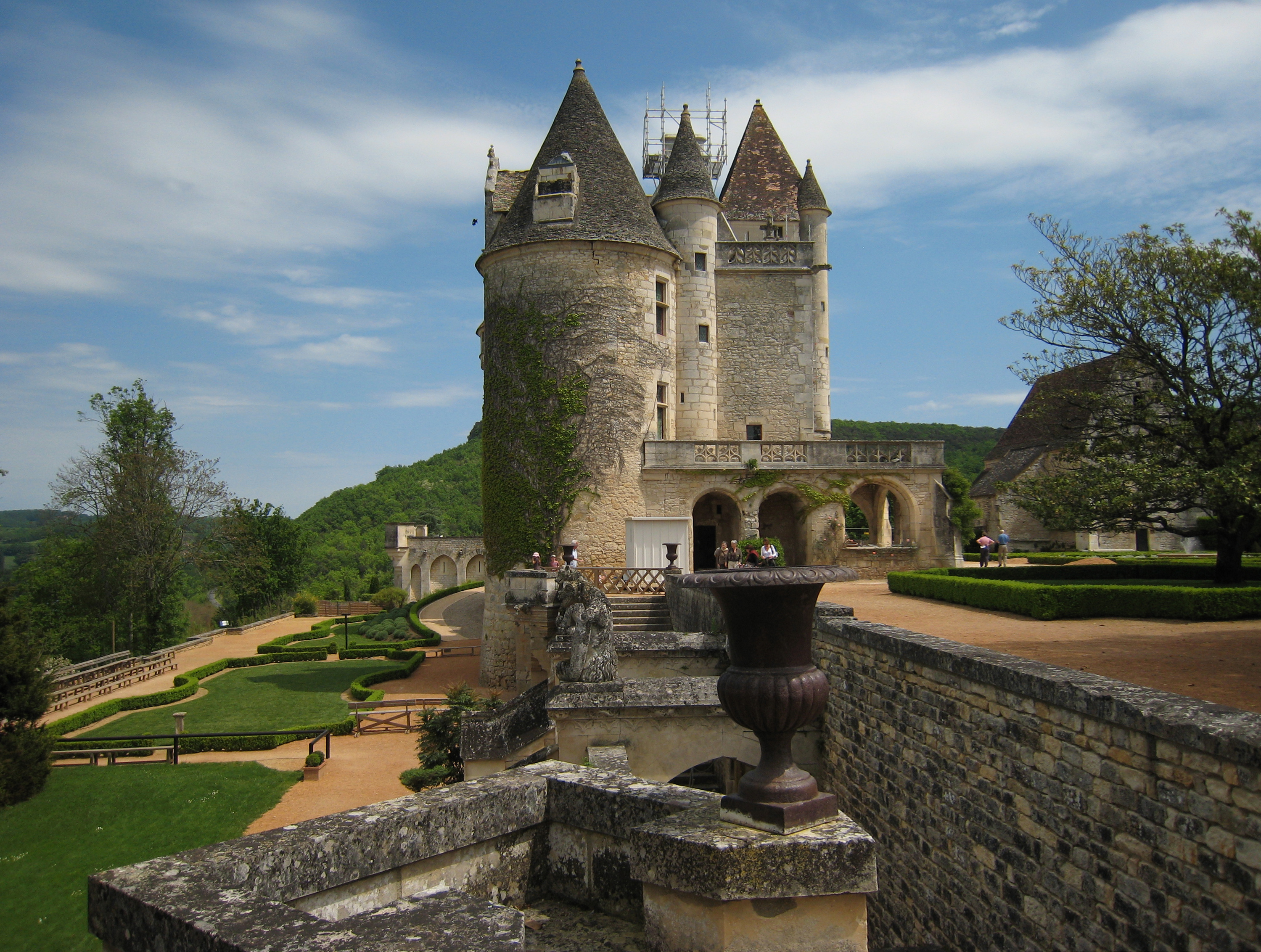
Schloss Les Milandes, Parkanlage

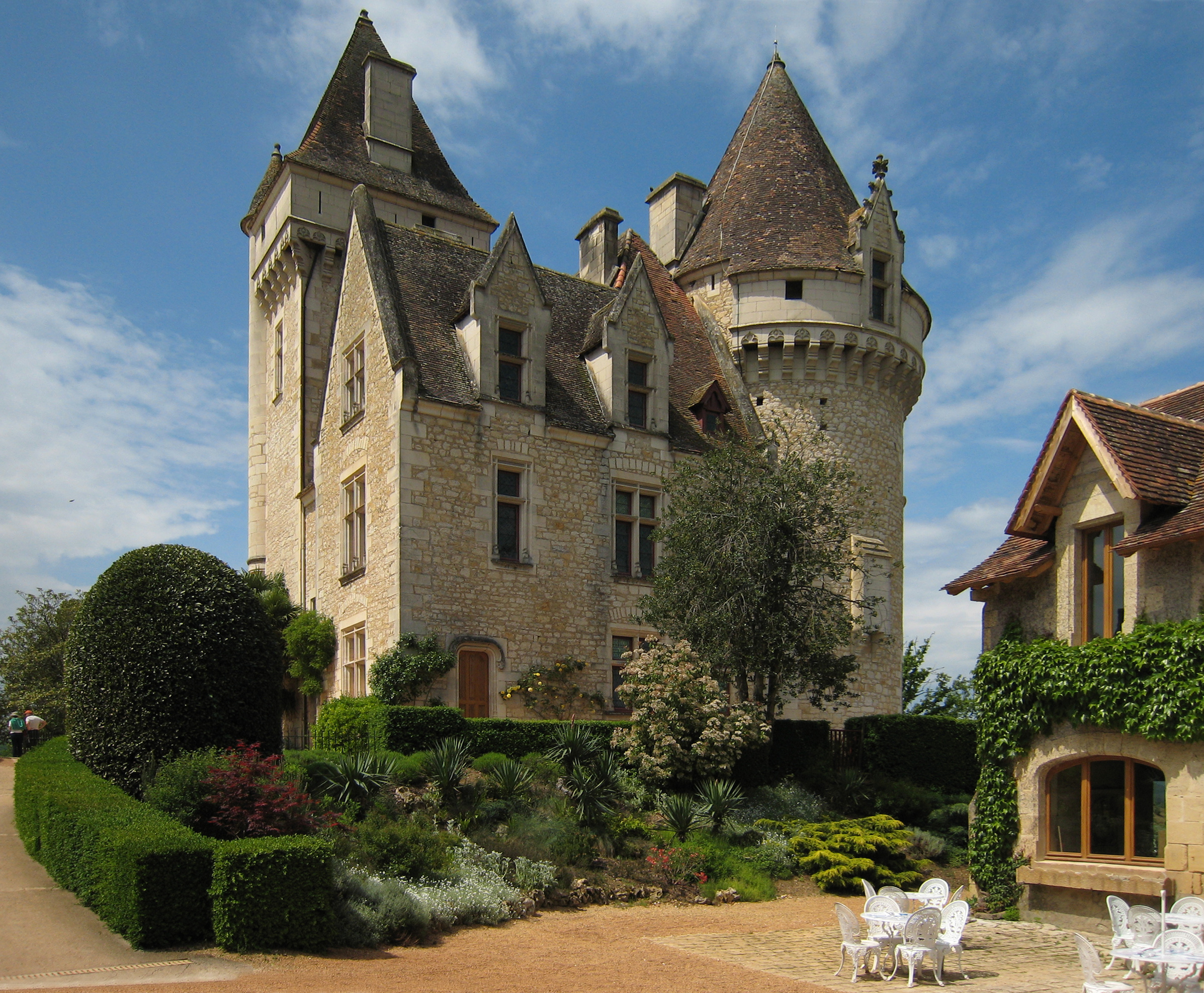
Anbauten im neugotischen Stil

Das Schloss Les Milandes liegt mitten  in einer terrassierten Parkanlage am linken Ufer der Dordogne in der französischen Gemeinde Castelnaud-la-Chapelle im Département Dordogne.

## Geschichte
Das Schloss wurde 1489 von François de Caumont, Graf von Castelnaud, auf Initiative seiner Frau Claude de Cardaillac erbaut. Ihm gehörten auch die Festungen Castelnaud und Berbiguières, zwischen denen das Schloss situiert war. Bis 1535 blieb das Schloss der Hauptwohnsitz dieser Familie. In der Französischen Revolution wurde es enteignet. Danach ging es durch mehrere Hände, wurde jedoch nicht bedeutend verändert.
1870 erwarb der Industrielle Charles Claverie das ursprünglich aus einem Hauptgebäude und einem viereckigen Turm bestehende Schloss. Er renovierte das Bauwerk komplett und baute es um; unter anderem wurden zwei zusätzliche Türme und ein weiteres Hauptgebäude errichtet. Auch ein neuer Weinkeller wurde angelegt. 1908 beauftragte Charles Claverie den Gartenarchitekten Jules Vacherot mit der Umgestaltung des im 15. Jahrhundert erstmals angelegten Gartens.
Gotisierende Elemente an den Arkaden der Terrassen und den allegorischen Figuren auf den Balustraden bilden eine angenehme Mischung mit den Stilelementen der Renaissance. Der Wohntrakt wird von runden und viereckigen Türmen mit Treppentürmchen umrahmt. Giebelfenster mit reich dekorierten Frontispizen und steinernen Fensterkreuzen zieren das Dach.
Das Schloss ist heute im Privatbesitz der Familie de St. Exupéry, die Haupt- und Nebengebäude historisch möglichst exakt restaurieren lässt. Insbesondere die Schlosskapelle von Anfang der 16. Jahrhunderts, die zu den ältesten Gebäudeteilen zählt, wurde in den Jahren 2018 bis 2023 aufwändig instand gesetzt.

## Josephine Baker
Im Jahr 1938 wurde das Schloss von Josephine Baker zuerst gemietet und dann 1947 gekauft. Sie veranlasste Strom- und Wasseranschluss im Schloss sowie im angrenzenden Dorf Milandes, welches damit das erste Dorf im Périgord mit diesen Annehmlichkeiten wurde. Josephine Baker beauftragte zudem eine völlige Erneuerung der Innenausstattung.
Josephine Baker meldete sich während des Zweiten Weltkrieges zum Dienst als Rot-Kreuz-Schwester am Pariser Gare du Nord. Sie sammelte Geld für De Gaulles Freies Frankreich und arbeitete heimlich nebenher als Kurier für Resistance und Geheimdienst. Sie versteckte sogar jüdische Flüchtlinge in Les Milandes, das einige Zeit in der unbesetzten Zone lag. Nachdem sie ihren Pilotenschein gemacht hatte, beendete sie den Krieg im Rang eines Leutnants der französischen Armee und wurde in die Ehrenlegion aufgenommen. In Frankreich wird sie heute noch als Künstlerin und Heldin verehrt.
Ab 1950 adoptierte sie mit päpstlichem Segen zehn Jungen und zwei Mädchen aus Waisen- und Armenhäusern aus fünf Kontinenten. Das Schloss diente als Zuhause für ihre „Regenbogen-Familie“.
Das Schloss beinhaltet heute eine ausführliche Sammlung von Exponaten aus dem Leben von Josephine Baker, die von Möbeln über Kostüme von berühmten Bühnenauftritten bis zu Zeugnissen ihrer militärischen Karriere reichen. Es kann besichtigt werden und gehört zu den größten Touristenattraktionen im Perigord.